# 平尾憲映
平尾 憲映（ひらお のりあき、1983年7月1日 - ）は、福井県出身の日本の起業家である。   

## 略歴
学生時代、米国にて宇宙工学、有機化学、マーケティングを学ぶ傍ら、ハリウッド映画およびゲーム機向けの音楽コンテンツを製作・導入するスタートアップを創業。才能ある若手アーティストの作品をメジャー製品の音楽として導入する営業活動、マーケティング全般を担当。
2008年、カリフォルニア州立大学を卒業後、帰国を機にソフトバンク株式会社に入社、800名超の全国携帯販売コンテストでの優勝を含む複数の社内アワードを受賞。
2011年より、東北大学と共同開発研究契約を締結した技術ライセンス会社（TLO）を共同創業し、500件の特許戦略を軸に、次世代半導体分野で事業拡大を試みるも、経営方針の分裂により清算を経験。
2014年に、台湾のIoT機器ODMベンダーサーコムの事業開発マネージャー、ワイヤレスゲートの新事業イノベーション室長に就任し、主にIoT分野の新事業開発を担当した。
2015年7月より、自身の多様な成功・失敗体験を糧に、グローバルスタートアップPlanetwayを創業。
2018年1月 日本代表企業の7社として、安倍総理のエストニア首相表敬訪問に同行。

## 講演
TED×FukuokaのLive Speaker
　　Individual Smart Society | Noriaki Hirao | TEDxFukuoka
MyData2019
　　Hirao Noriaki – Data Privacy Trends and Issues – Slovakia & Japan
2020年1月 世界経済フォーラム
　　Human-Centric Data Sovereignty　　

## 人物
趣味は映画鑑賞と素潜り。キングダムを愛読。